# Studénka
Studénka (en allemand : Stauding) est une ville du district de Nový Jičín, dans la région de Moravie-Silésie, en République tchèque. Sa population s'élevait à 9 309 habitants en 2024.

## Géographie
Studénka est arrosée par l'Oder et se trouve à 16 km au nord-nord-est de Nový Jičín, à 18 km au sud-ouest d'Ostrava et à 264 km à l'est-sud-est de Prague.
La commune est limitée par Velké Albrechtice, Bravantice et Jistebník au nord, par Petřvald et Albrechtičky à l'est, par Mošnov, Bartošovice et Pustějov au sud, et par Bítov à l'ouest.

## Histoire
La première mention écrite de la localité date de 1436.

## Population
Recensements ou estimations de la population de la commune dans ses limites actuelles :
| 1869* | 1880* | 1890* | 1900* | 1910* | 1921* | 1930* |
| ----- | ----- | ----- | ----- | ----- | ----- | ----- |
| 3 817 | 3 971 | 4 264 | 4 889 | 5 946 | 6 673 | 7 105 |

| 1950* | 1961* | 1970*  | 1980*  | 1991*  | 2001*  | 2015  |
| ----- | ----- | ------ | ------ | ------ | ------ | ----- |
| 5 685 | 7 627 | 10 173 | 10 790 | 10 736 | 10 505 | 9 792 |

| 2016  | 2017  | 2018  | 2019  | 2020  | 2021  | 2024  |
| ----- | ----- | ----- | ----- | ----- | ----- | ----- |
| 9 720 | 9 691 | 9 643 | 9 536 | 9 477 | 9 466 | 9 309 |

## Administration
La commune se compose de trois sections :
- Butovice
- Nová Horka
- Studénka

## Économie
L'économie locale est dominée par l'entreprise Škoda Vagonka a.s., filiale de Škoda Transportation, dont l'activité principale est la fabrication d'équipements ferroviaires pour le transport de passagers. La société fut à l'origine créée par Adolf Schustala en 1900 sous le nom de Staudinger Waggonfabrik AG. Elle a connu depuis de nombreux changements de nom et de structure.
|  |

## Patrimoine
Château à Nová Horka

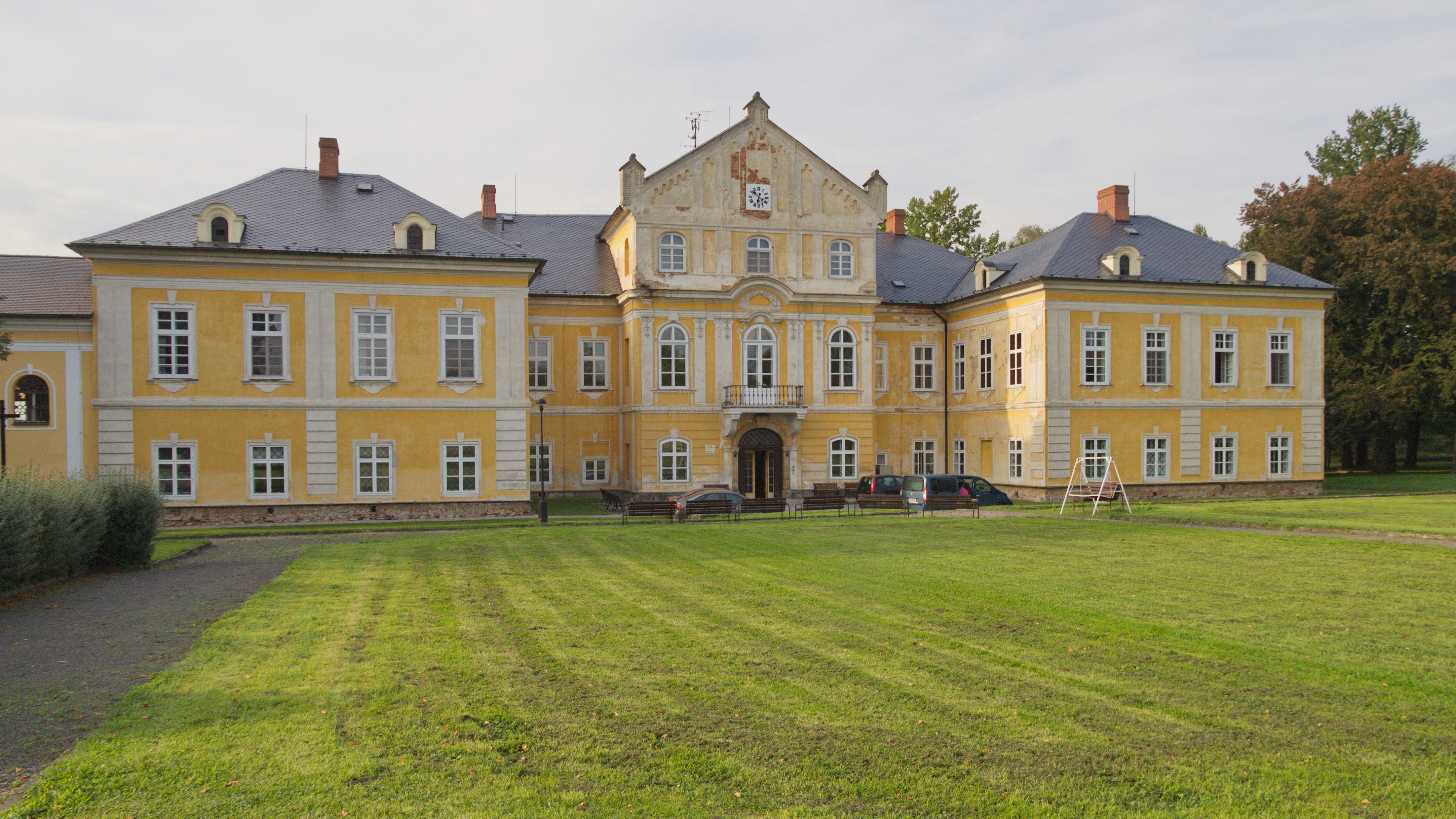
Château de Nová Horka.
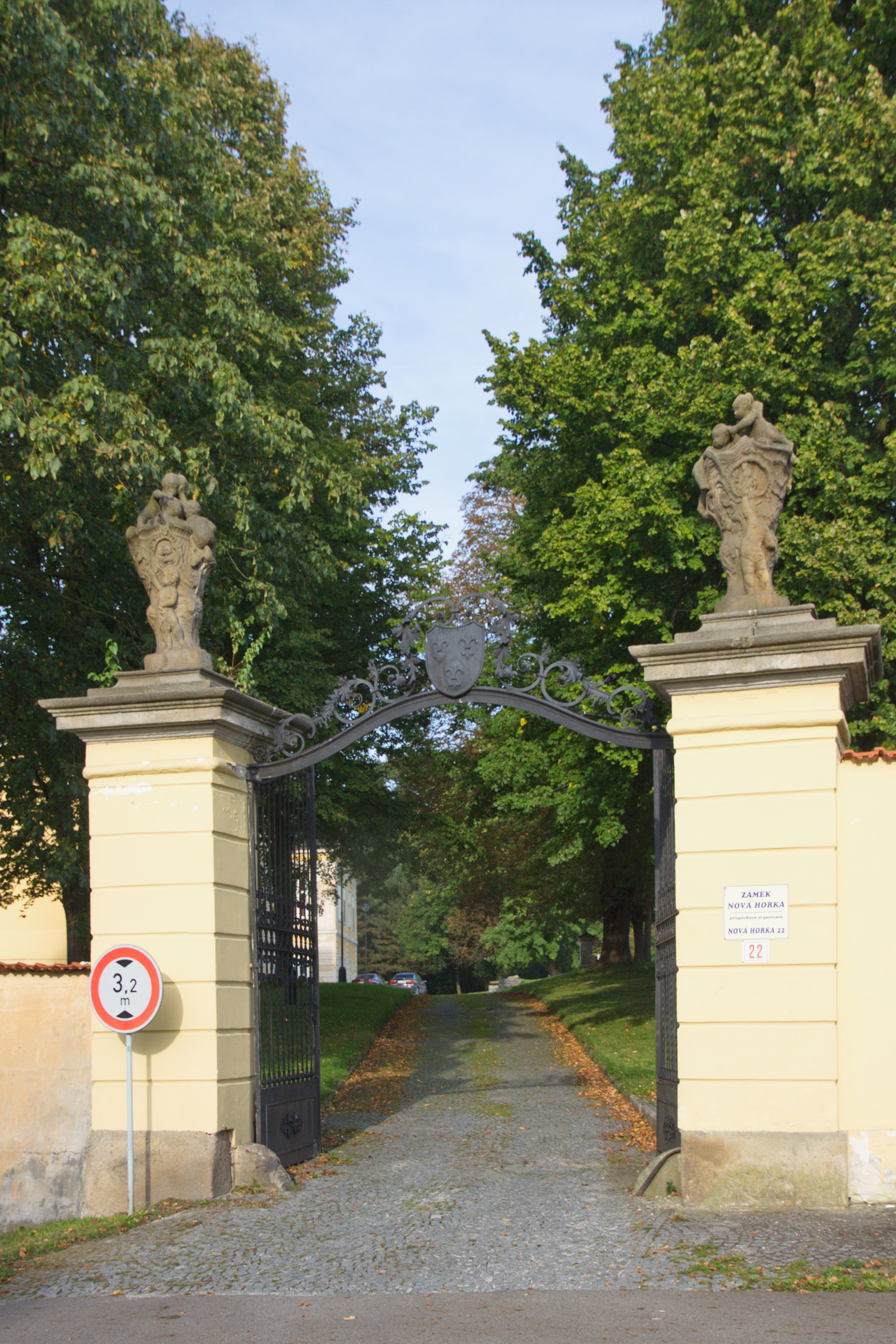
Le portail.
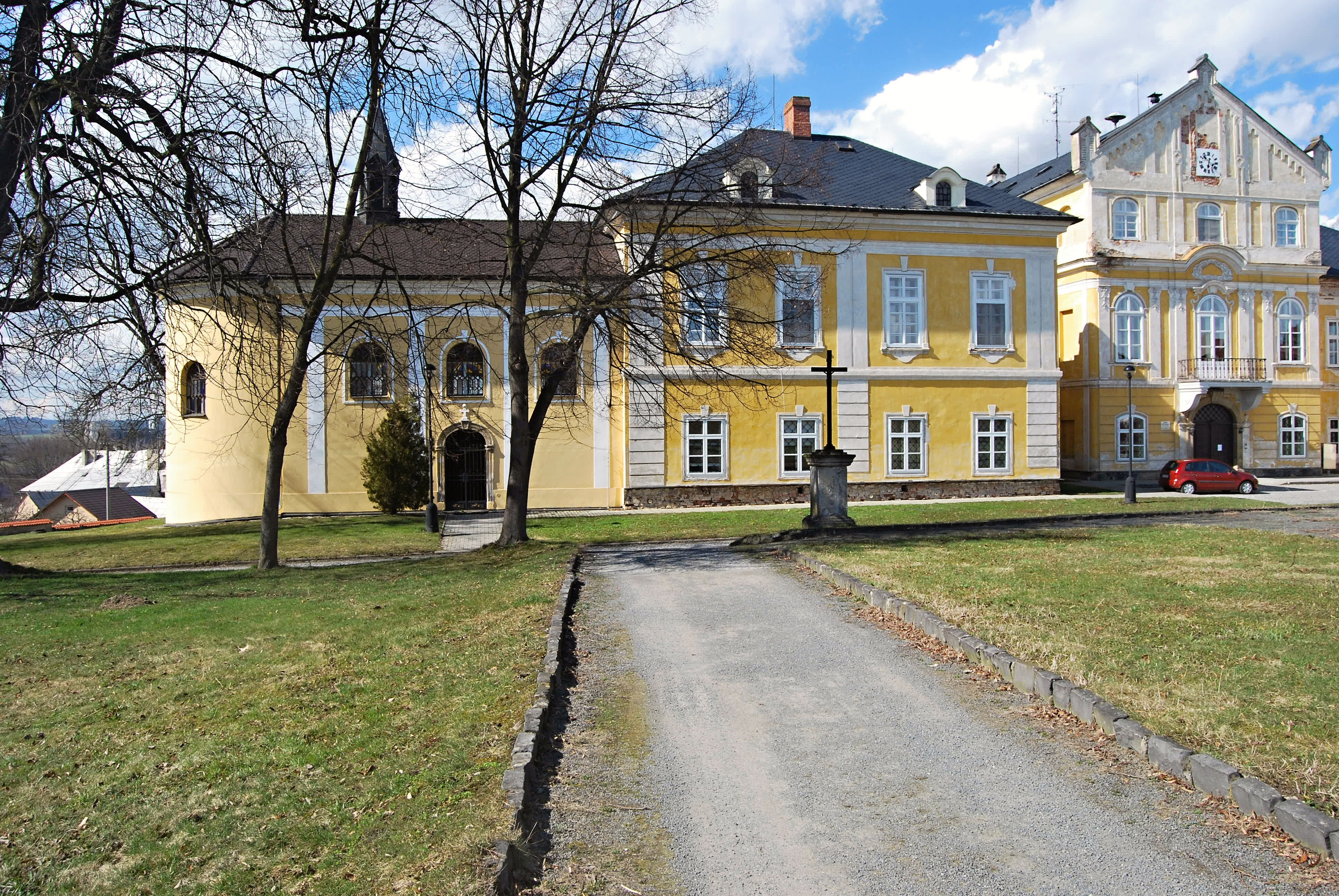
Une aile.

## Transports
Par la route, Studénka se trouve à 20 km du centre de Nový Jičín, à 26 km d'Ostrava et à 335 km de Prague.